# Harburger Schlossinsel

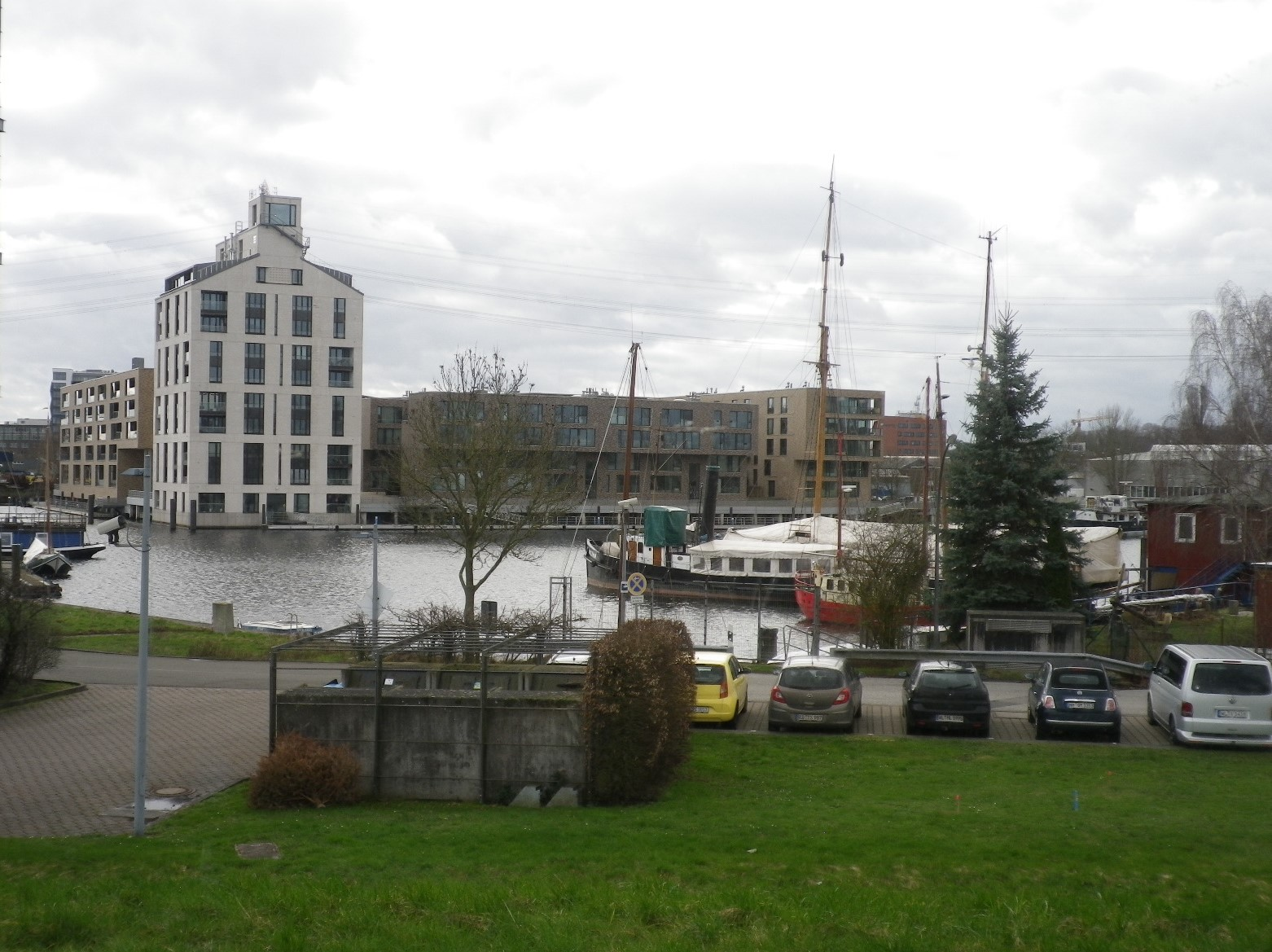
Nördliche Ansicht der Schlossinsel

Die Harburger Schlossinsel ist eine unter Denkmalschutz stehende Halbinsel im Hamburger Stadtteil Harburg. Sie ist benannt nach dem Harburger Schloss.

## Größe und Lage

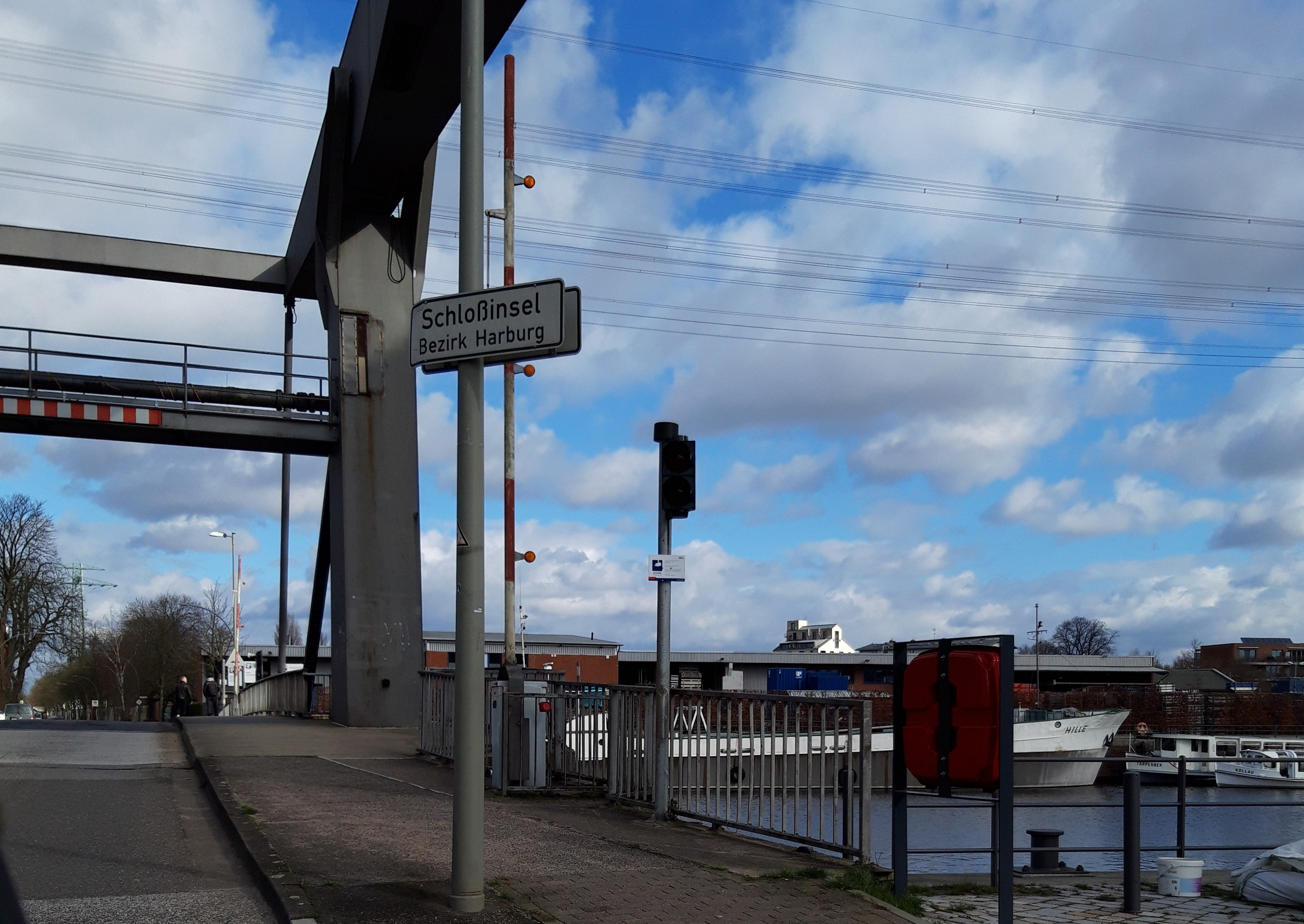
Zufahrt über die Klappbrücke zum Dampfschiffsweg mit Hinweisschild „Schloßinsel – Bezirk Harburg“

Die Harburger Schlossinsel ist ca. 16 Hektar groß. Sie liegt im Bereich der Süderelbe und bildet den Ursprung des heutigen Harburgs.

## Geschichte
Als erste Bebauung wurde zwischen den Jahren 1133 und 1137 die Horeburg (Burg im Sumpf/Moor) urkundlich erwähnt. Die Burg wurde auf einer Sandinsel in morastiger Umgebung an der heutigen Süderelbe errichtet. Ab dem 13. Jahrhundert entstand eine Straßensiedlung entlang des Wegedamms, die auf Wurten angelegt wurde. Später wurde an der Stelle das Harburger Schloss erbaut, von dem nur noch ein Flügel übrig geblieben ist.
Am 2. Dezember 2008 führte das Bezirksamt Harburg eine öffentliche Diskussionsveranstaltung durch, in der das Konzept der künftigen Nutzung und Gestaltung der Schlossinsel vorgestellt und erörtert wurde. Grundlage war ein bereits im Jahr 2006 im Rahmen des Projekts „Sprung über die Elbe“ des Senats von Beust vorgelegter Funktionsplan für das gesamte Areal.

## Moderne Nutzung (Auswahl)
Entsprechend der in den 2000er Jahren verabschiedeten Planung entstanden auf der Schlossinsel prägnante Neubauprojekte, auch im Rahmen des Stadtentwicklungsprojekts Channel Harburg.

### Marina auf der Schlossinsel

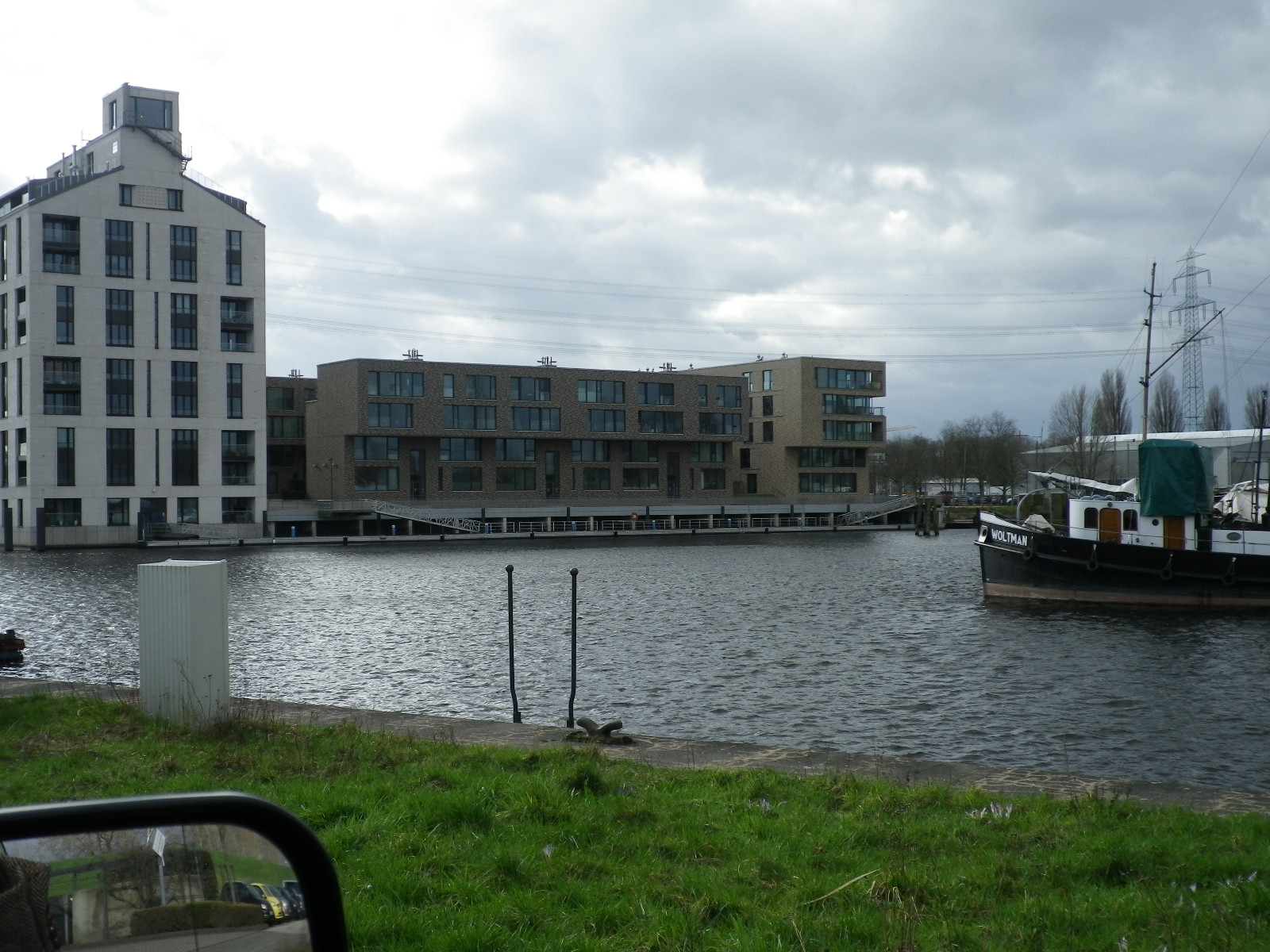
Marina Nordansicht 2024

Als erstes Wohnprojekt entstand die Marina auf der Harburger Schlossinsel. Das Projekt wurde im Rahmen der Internationalen Bauausstellung (IBA) Hamburg (2006 bis 2013) vorgestellt.
An zwei Seiten direkt am Wasser gelegen und mit den anderen Seiten dem Park zugewandt entstanden 162 Miet- und Eigentumswohnungen als größtes Wohnungsbauprojekt auf der Schlossinsel. Für alle Bewohner besteht die Möglichkeit, die Steganlage als Anlegeplatz für ein eigenes Boot zu nutzen.
Die Marina ist autofreier Raum. Fahrzeuge der Bewohner werden in Tiefgaragen abgestellt. Vom Wasser her ist das Gelände über einen Bootsanleger zu erreichen.

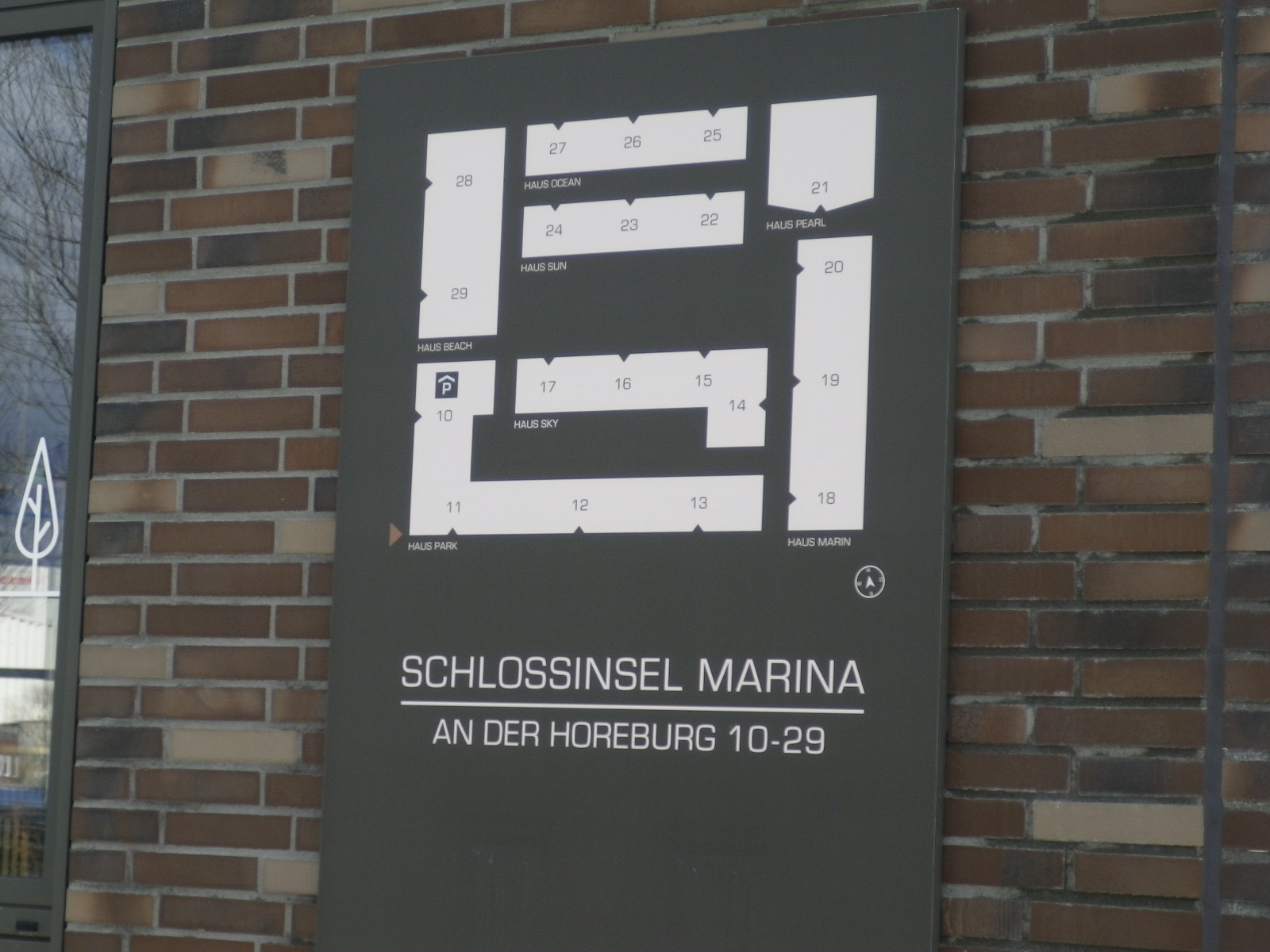
Marina Lageplan

Die sechs Gebäude der Marina werden über ein Nahwärmenetz versorgt. Das angeschlossene Blockheizkraftwerk deckt mehr als die Hälfte des Wärmebedarfes und wird mit Biogas betrieben. Es produziert neben Heizwärme und Warmwasser auch Strom in erneuerbarer Weise.
Im Sommer des Jahres 2010 erfolgte die Grundsteinlegung, der im Sommer des Jahres 2014 die Fertigstellung folgte.

### Harburger Schloss

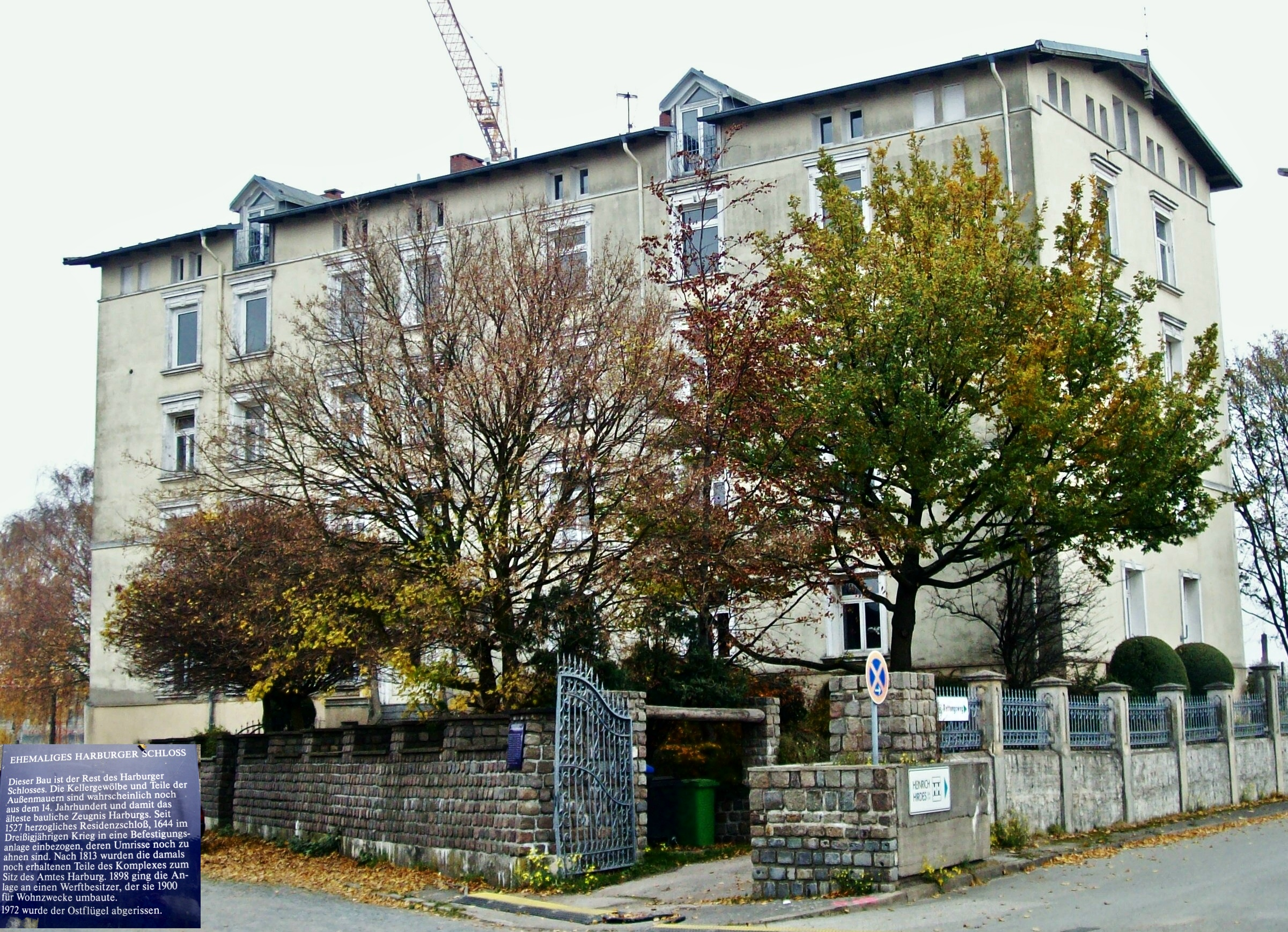
Ehemaliges Schloss

Das Archäologische Museum Hamburg und Stadtmuseum Harburg plante im verbliebenen Seitenflügel des Harburger Schlosses eine Dependence für die Stadtgeschichte Harburgs.
Genutzt werden soll der Gewölbekeller nach einer denkmalgerechten Sanierung.

### Gebrüder-Cohen-Park

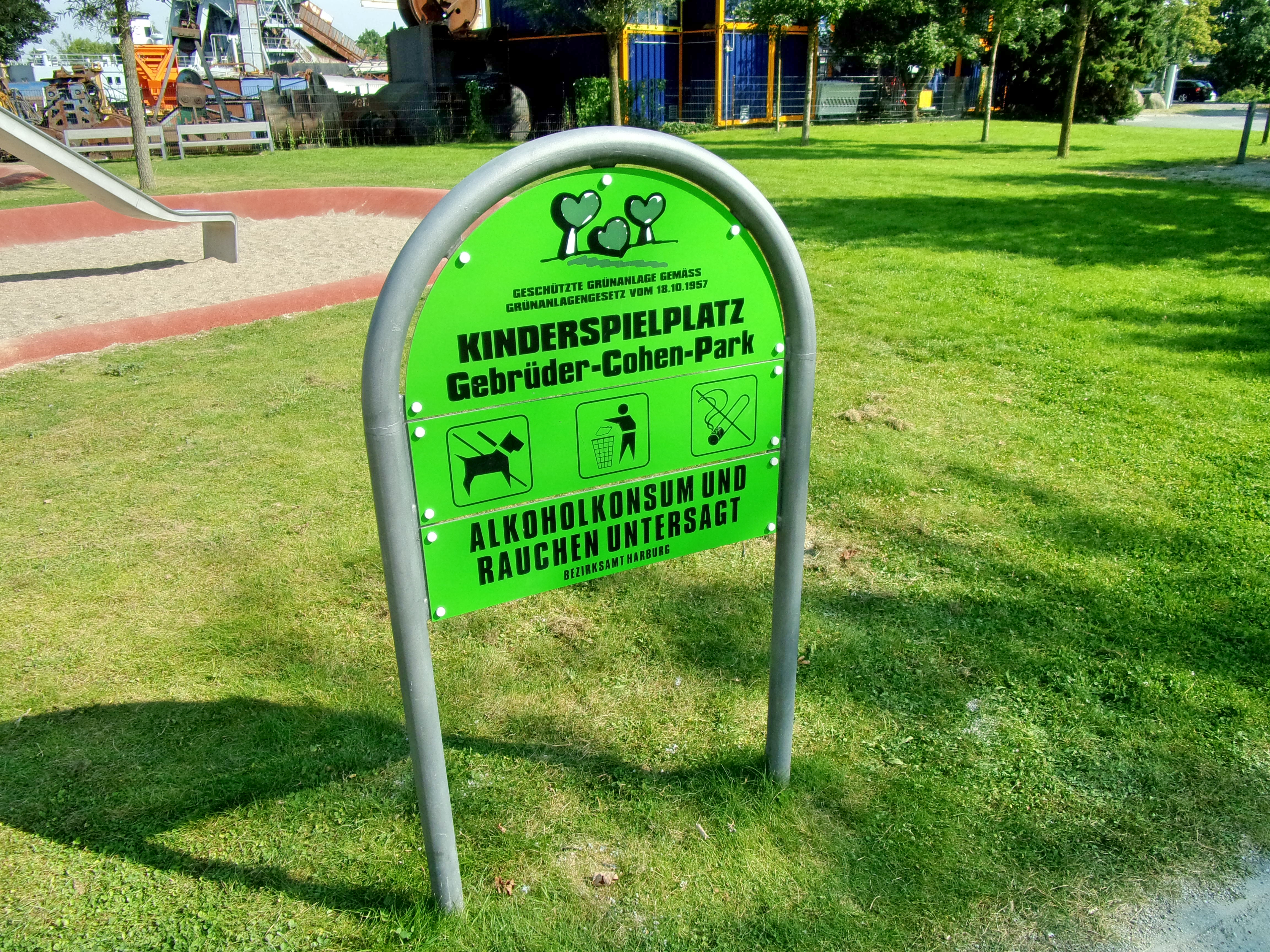
Hinweisschild am Gebrüder Cohen Park

Zentral auf der Halbinsel wurde im Rahmen des Ausbaus der Schlossinsel ein Park geschaffen, der auch über Spielplätze und kleine Kunstwerke verfügt. Er ist sternförmig auf einer Fläche von 1,5 Hektar angelegt.
Mit der Namensgebung wurden die Brüder Albert und Louis Cohen geehrt, die im 19. Jahrhundert die Phoenix Gummiwerke gründeten und damit einen wichtigen Meilenstein in der Industriegeschichte von Harburg setzten.

### Lotsekai

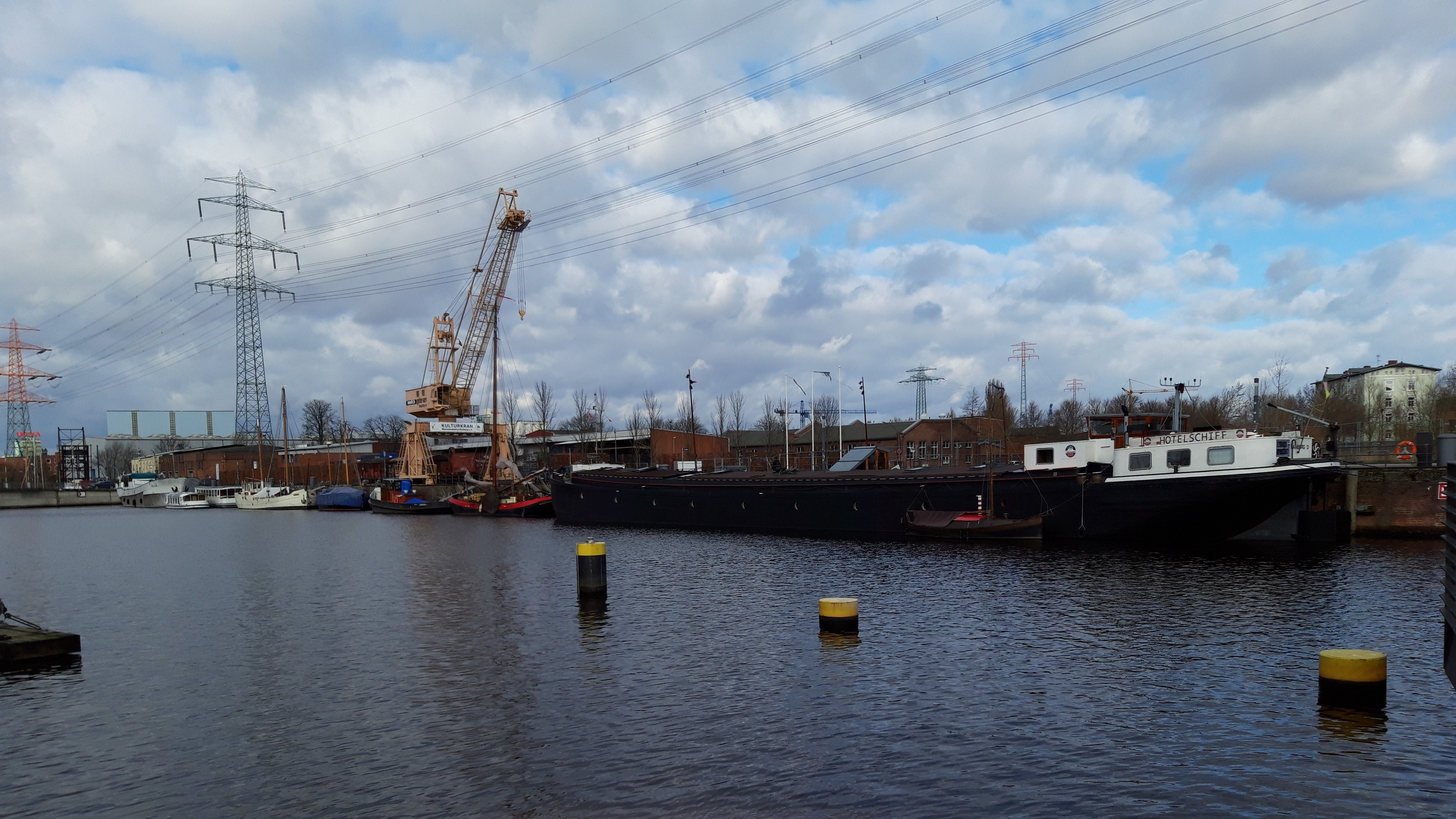
Der Lotsekai mit Museumskran und Hotelschiff (2024)

Südliche Begrenzung der Schlossinsel ist der Lotsekai. Die Anlegestelle wurde nach Ende des Güterumschlags für überwinternde oder auf Reparaturen wartende Wasserfahrzeuge genutzt. Einzelne für Wohnzwecke genutzte Hausboote wurden hier festgemacht, auch ein Hotelschiff.
Der Lotsekai ist Teil des Museumshafens Harburg.

## Denkmalschutz
2011 schied die Harburger Schlossinsel als Teil des Harburger Binnenhafens aus dem Hafengebiet aus und wurde unter Denkmalschutz gestellt. Dieses Gebiet umfasst neben der Insel auch benachbarte Gebiete und ist rund 33 ha. groß. Unter Denkmalschutz gestellt wurden damit Teile der historischen Jöhnk Werft, die Holzhafenklappbrücke, Kräne, Kaimauern, Brücken und Straßenpflaster. Denkmalschutz bedeutet dabei jedoch nicht, dass die Schlossinsel in ihren jetzigen Zustand konserviert wird. Die Bebauung der Insel ist veränderbar. Es müssen jedoch bei Neubauten vorab Archäologen mit Ausgrabungen beauftragt werden und die Funde müssen vermessen und kartiert werden.